# Bridget Maasland
Bridget Maasland, née le 9 novembre 1974 à La Haye, est une présentatrice, mannequin, danseuse et militante pour la défense des animaux néerlandaise.

## Biographie
En 1997, elle enregistre une chanson à succès, Get close to you, avec Fabienne de Vries, Sylvana Simons et Isabelle Brinkman du groupe The Magnificent Four. 